# Periș
Periș es una comuna y pueblo de Rumania ubicada en el distrito de Ilfov.

## Demografía
Según el censo de 2011, tiene 7557 habitantes, mientras que en el censo de 2002 tenía 7151 habitantes. La mayoría de la población es de etnia rumana (95,91 %).
La mayoría de los habitantes son cristianos de la Iglesia Ortodoxa Rumana (93,41 %).
En la comuna hay tres pueblos (población en 2011):
- Periș (pueblo), 5682 habitantes;
- Bălteni, 484 habitantes;
- Buriaș, 1391 habitantes.

## Geografía
Se ubica en la esquina noroccidental del distrito, entre las carreteras 1 y 1A que unen Bucarest con Ploiești, a medio camino entre ambas ciudades por ambas carreteras.